# かっつー
かっつー（本名：平野 勝也〈ひらのかつや〉、1998年〈平成10年〉4月3日 - ）は、日本のYouTuber。東京都町田市生まれ、宮城県仙台市泉区出身。UUUM所属。

## 概要
東京都町田市生まれだが、町田市には出生から3ヶ月しかおらず、その後は宮城県仙台市泉区で育ったことから、出身地を仙台市泉区としている。仙台市立北中山小学校、仙台市立南中山中学校、仙台高等専門学校広瀬キャンパス情報システム工学科卒。仙台高等専門学校専攻科情報電子システム工学専攻中退。自身のYouTubeにて母親が台湾、父親が岩手県出身であり日本と台湾のハーフということを明かす。
仙台高専在学中の2017年に「どっちかっつーと。」を開設し、インターネットでの活動を始める。その1年後の2018年に、仙台に特化した「いぎなし仙台」を開設する。2019年3月に自身のYouTubeチャンネルで動画投稿を開始する。主に地元である仙台市にまつわるあるあるネタや、通っていた高専にまつわるエピソード、築地銀だこで2年間アルバイトしていた経験を活かし、「元プロ銀だかー」を自称してたこ焼き調理動画などを投稿しており、まくし立てるような高速トークを展開し、椅子に座ったまま両足を上げて「はい終わりでーす」と叫ぶことが多い。
2022年4月22日、はじめての著書となる「クソデカ溜息をついている陰キャだけど、案外楽しく生きていけてる」を出版。
2023年6月13日、ベガルタ仙台の応援アンバサダーに就任。
2023年8月、デカキン(にしやん)とのコンビ「かっつーデカキン」を結成し、M-1グランプリ2023にエントリーした。

## 人物
同じ仙台市出身のちばしん（ほーみーず）と親交があり、仙台市に住んでいた頃、国分町でよく酒を飲む仲だった。
好きなYouTuberは、大食い系YouTuberのぷろたん、尊敬しているYouTuberは、ブレイクスルー佐々木とさがらごうちである。
2022年10月に公開された動画で、自身の会社を設立したことが明かされた。動画中では会社名を「どっちかっつーと株式会社」であるとしている。